# Polystichum subinerme
Polystichum subinerme är en träjonväxtart som först beskrevs av Kze., och fick sitt nu gällande namn av Fraser-jenkins. Polystichum subinerme ingår i släktet Polystichum och familjen Dryopteridaceae. Inga underarter finns listade.